# ارنو کولتسونای
ارنو کولتسونای (مجاری: Kolczonay Ernő؛ ۱۵ مهٔ ۱۹۵۳ – ۳ اکتبر ۲۰۰۹) ورزشکار شمشیربازی اهل مجارستان بود.
وی در مسابقات کشوری و بین‌المللی در مجموع برندهٔ ۲ مدال نقره شده‌است.